# Prdejci
Prdejci (macedónul: Прдејци) település Észak-Macedóniában, a Délkeleti körzet Gyevgyelijai járásában.

## Népesség
| Lakosok száma | 386  | 397  | 500  | 493  | 526  | 536  | 538  | 514  | 462  |
|               | 1948 | 1953 | 1961 | 1971 | 1981 | 1991 | 1994 | 2002 | 2021 |

2002-ben 514 lakosa volt, akik közül 509 macedón és 5 szerb.